# Pure (britische Fernsehserie)
Pure ist eine sechsteilige britische Comedy-Dramaserie des Fernsehsenders Channel 4, die erstmals am 30. Januar 2019 veröffentlicht wurde. Sie basiert auf den gleichnamigen Roman von Rose Cartwright aus dem Jahr 2016 und handelt von einer jungen Schottin mit sexuellen Zwangsgedanken, die nach London zieht und dort auf andere Menschen mit eigenen Problemen trifft. Die Serie wurde als düster und mutig beschrieben und dafür gelobt, psychische Krankheiten empathisch darzustellen.

## Handlung
Die 24-jährige Marnie versucht sich von ihren zwanghaften Gedanken, die sie permanent an Sex denken lassen, abzulenken, da sich diese auf unangenehme Weise auf ihr Leben auswirken. Dazu begibt sie sich von einer Kleinstadt in Schottland nach London in England, wo sie auf eine Verbesserung durch die Veränderung hofft. Sie zieht zu ihrer alten Schulfreundin Shereen und lernt u. a. Charlie kennen, der unter Pornosucht leidet.

## Besetzung und Synchronisation
Die deutsche Synchronisation entsteht nach einem Dialogbuch von Marina Rehm sowie unter der Dialogregie von Maren Rainer durch die Synchronfirma Neue Tonfilm in München.
| Rolle   | Darsteller        | Synchronsprecher   |
| ------- | ----------------- | ------------------ |
| Marnie  | Charly Clive      | Maresa Sedlmeir    |
| Charlie | Joe Cole          | Tim Schwarzmaier   |
| Shereen | Kiran Sonia Sawar | Farina Brock       |
| Amber   | Niamh Algar       | Vanessa Eckart     |
| Joe     | Anthony Welsh     | Patrick Roche      |
| Sarah   | Doon Mackichan    | Susanne von Medvey |
| Sef     | Jing Lusi         | Laura Maire        |
| Libby   | Tori Allen-Martin | Kathrin Gaube      |
| Helen   | Olive Gray        | Malika Bayerwaltes |

## Episodenliste
| Nr. | Deutscher Titel | Originaltitel | Erstausstrahlung (UK) | Deutschsprachige Erstausstrahlung (D) | Regie            | Drehbuch      |
| --- | --------------- | ------------- | --------------------- | ------------------------------------- | ---------------- | ------------- |
| 1   | Episode 1       | Episode 1     | 30. Jan. 2019         | 1. Feb. 2020                          | Aneil Karia      | Kirstie Swain |
| 2   | Episode 2       | Episode 2     | 6. Feb. 2019          | 1. Feb. 2020                          | Aneil Karia      | Kirstie Swain |
| 3   | Episode 3       | Episode 3     | 13. Feb. 2019         | 1. Feb. 2020                          | Aneil Karia      | Kirstie Swain |
| 4   | Episode 4       | Episode 4     | 20. Feb. 2019         | 1. Feb. 2020                          | Alicia MacDonald | Kirstie Swain |
| 5   | Episode 5       | Episode 5     | 27. Feb. 2019         | 1. Feb. 2020                          | Alicia MacDonald | Kirstie Swain |
| 6   | Episode 6       | Episode 6     | 27. Feb. 2019         | 1. Feb. 2020                          | Alicia MacDonald | Kirstie Swain |

## Veröffentlichung
Im Großbritannien wurde die erste Folge am 30. Januar 2019 ausgestrahlt.
Die deutschsprachige Erstveröffentlichung erfolgte am 1. Februar 2020 beim kostenpflichtigen Subscription-Video-on-Demand-Angebot Joyn Plus+. Im Free-TV wurde die Serie zum ersten Mal in der Nacht vom 26. und 27. März 2021 an einem Stück bei ZDFneo gezeigt. Danach war die Serie zwei Monate lang in der ZDFmediathek verfügbar. 2022 zeigte Arte die Serie.

## Rezeption
Der Guardian fand die Serie „mutig“ und „frech“ und lobte, dass man mit und nie über die Hauptfigur Marnie lache. NME bezeichnete Pure als „notwendige, düstere Comedy über psychische Gesundheit“.
Die Süddeutsche Zeitung hob die schauspielerische Leistung von Charly Clive hervor, deren „Figur auf wichtige Fragen des zwischenmenschlichen Lebens hinausweis[e]“. Der Tagesspiegel fand, die Regisseurinnen schafften es, Marnies Zwangsstörung sensibel zu behandeln, ohne ihre sexuellen Vorstellungen in zu erotischen Bildern zu zeigen. So werde gleichzeitig die Hauptfigur und ihre Krankheit angemessen porträtiert. Gleichzeitig sei die Serie aber auch eine „dunkle“, „emotional nuancierte“ und „unsentimentale“ Coming-of-Age-Geschichte. Die FAZ sah in Pure ein „sehr witzig geschriebene[s] und anrührend gespielte[s]“ Gruppenportrait, in dem die jungen Menschen nach ihrem Platz in der Welt suchten. Die Serie zeige „treffend einen Zustand der Wirklichkeit von Mittzwanzigern, die, selbstfixiert und einsam, um ihre Neurosen und Pathologien kreisen und sich mit Zuwendung und Nächstenfürsorge schwer tun.“